# Idaea insularum
Idaea insularum är en fjärilsart som beskrevs av Louis Beethoven Prout 1927. Idaea insularum ingår i släktet Idaea och familjen mätare. Inga underarter finns listade i Catalogue of Life.